# 屍家重地
《屍家重地》是1990年出品的一部香港電影，劉鎮偉導演，元奎和元武任武術導演，由吳君如、陳淑蘭、元奎主演。

## 故事大綱
一個偏僻漁村，村民不事生產，卻生活富裕；原來在三百多年前，該村祖先為了一批進貢朝廷的金銀珠寶，一夜之間將停靠在漁村的皇船所有官兵全數殺光，而這艘皇船上除了金銀財寶外，竟還有一具由緬甸進貢的「秦始皇屍」，秦屍被日月精華點醒而大開殺戒，所幸船上有把鎮壓秦屍的「鍾馗寶劍」將其收服，後來村民請來法師，將官兵冤魂、秦屍、鍾馗寶劍以及剩下的財寶都鎖於施法過的地下寶塔，但冤魂詛咒三百年後必要破關而出，將漁村三大姓錢、李、楊三家殺光，所以三家將此處列為村內之「私家重地」，為方便後世子孫管理以及避免外傳，遂將此地確切位置寫為謎語流傳；三百年後，漁村村民深怕冤魂詛咒應驗，村長錢一毛請來法師處理，希望可以超渡冤魂，避免劫難，誰知法師作法後發現「貴柚浮海、白米不沉，冤魂不息」，並告知錢老爺只能在忌辰的晚上唱一台戲---水漫金山，希望可鎮壓冤魂。
村民的富裕，引起警長石Sir（元奎 飾）懷疑和追查，而跟隨劇團來到該村做大戲的花旦九姊（吳君如 飾）和阿秋（陳淑蘭 飾）唱戲途中意外在一名臨死男子手中得到一張可以追尋寶藏的秘訣，與團中的家教林老師（盧冠廷 飾）解開口訣的秘密，進而發現「私家重地」。
石Sir懷疑村民販毒，於是同兩名警員陳龍士（杜德偉 飾）和小鋼炮李景文（盧大偉 飾）追查戲班唱戲事件，但是證據不足，為了儘快可以破案，於是他三人跟蹤意圖不軌的九姐三人。三人到了私家重地，他們先依口訣找尋鑰匙，開啟在地上的太極鎖匙位，突然機關塌陷，他們掉進了三百年前用來鎮壓秦屍的寶塔內，警長以為這是他們販毒的地方，於是與警員一起跳進去，他們發現了四個行屍，並一陣追逐。在眾人逃離時，團中的林老師不小心地砸破了封印，令秦屍破關而出得以吸收日月精華，與四個行屍殺光錢、李、楊三家。六人根據錢老爺的遺言錄音，突破重重機關取得鍾馗寶劍和三個鎮屍錢，假扮歷史人物靠近秦屍，花了一番工夫，正當大家以為終於將其消滅時突然發現遠方傳來秦屍笑聲，才發現事情還沒結束⋯

## 演員
| 演員   | 角色     | 備註 |
| ------ | -------- | --- |
| 元 奎  | 石 春    | 警長，正義感重且身手不凡，遭到阿九熱烈追求，後來被迫接受其為老婆；一直想找出漁村的犯罪證據，誰知誤打誤撞卻發現秦屍秘密，為了正義，決定留在島上與秦屍決一死戰。（其名字為粵語的鵝卵石之意）                                                                           |
| 盧大偉 | 李景文   | 沙展，綽號小鋼砲，為人好色輕浮，對戲班大胸花旦阿楣一見鍾情，後來因親眼目睹阿楣被冤魂以殘忍方式所殺，決定與石春一同留下決戰秦屍，為阿楣報仇。（其名字為電影美術指導之名）                                                                                             |
| 杜德偉 | 陳龍士   | 警員，為人憨厚老實，常常將漁村的野草當作大麻拿來試抽以求證據，誰知有次抽到劇毒蛇膽草而全身皮膚變綠，導致戲班「梅香」阿秋誤會其為外籍警官對其鍾情，後來也與阿秋有情人終成眷屬，並攜手留下陪石春決戰秦屍。                                                             |
| 吳君如 | 九 姊    | 戲班梅香，阿秋之好姐妹，一直想要頂替花旦阿楣之位，對警長石春一見鍾情，後成為其妻；機緣巧合下得到去私家重地的謎語，因與阿秋不識字而找林老師幫忙，後靠阿秋的智慧終於找到私家重地，誰知卻將冤魂放出，最後決定留下與未婚夫石春共同進退，並且為石春找到鍾馗寶劍與鎮屍錢。 |
| 陳淑蘭 | 阿 秋    | 戲班新人花旦，對警員陳龍士有好感。 |
| 盧冠廷 | 林老師   | 戲班班主雇用的家教老師 |
| 葉子楣 | 阿 媚    | 戲班紅牌花旦 |
| 曹查理 | 班主     | 戲班班主 |
| 太 保  | 未具名   | 盜寶者 |
| 鍾 發  | 未具名   | 盜寶者，小祥媽之情夫 |
| 元 武  | 勝叔     | 戲班樂師 |
| 白文彪 | 錢一毛   | 錢家老爺 |
| 史美儀 | 廟祝     | |
| 衛青   | 李家老爺 | |
| 陳龍   | 法師     | 替錢、李、楊三家作鎮魂法事 |
| 陳碩   | 秦始皇   | 鬼王 |
| 顧嘉玲 | 風流女鬼 | |
| 朱慧珊 | 小祥媽   | 情商客串演出 |
| 陳遠佳 | 駝子     | |
| 侯鎮宇 | 小寶     | 戲班班主兒子 |

## 外部連結
- 開眼電影網上《屍家重地》的資料（繁體中文）
- 香港影庫上《屍家重地》的資料（繁體中文）
- 时光网上《屍家重地》的資料（简体中文）
- 豆瓣电影上《屍家重地》的資料 （简体中文）
- 爛番茄上《屍家重地》的資料（英文）
- 互联网电影数据库（IMDb）上《屍家重地》的资料（英文）